# Porthaon
Porthaon (en grec ancien Πορθάωυ) est un fils d'Agénor et d'Epicasté, et petit-fils de Pleuron. Il règne sur deux cités : Pleuron (du nom de son grand-père) et Calydon.
Avec son épouse, Euryté, ils donnèrent naissance a Œnée, Agrios, Alcathoos, Mélas, Leucopée et Stéropé.
Il a pour descendant Méléagre,,,,.